# Station Geertruidenberg
Station Geertruidenberg (Gt) is een voormalig station aan de voormalige Langstraatspoorlijn tussen Lage Zwaluwe en 's-Hertogenbosch. Het station lag in het Noord-Brabantste Geertruidenberg.
Het station was in gebruik van 1 november 1886 tot 1 augustus 1950. In augustus 1963 werd het stationsgebouw gesloopt.